# Municipio de Burnhamville
El municipio de Burnhamville (en inglés: Burnhamville Township) es un municipio ubicado en el condado de Todd en el estado estadounidense de Minnesota. En el año 2010 tenía una población de 759 habitantes y una densidad poblacional de 8,38 personas por km².En el censo de 2020 tenía una población de 773 habitantes.

## Geografía
El municipio de Burnhamville se encuentra ubicado en las coordenadas 45°53′50″N 94°41′54″O / 45.89722, -94.69833. Según la Oficina del Censo de los Estados Unidos, el municipio tiene una superficie total de 90.59 km², de la cual 81,61 km² corresponden a tierra firme y (9,92 %) 8,98 km² es agua.

## Demografía
Según el censo de 2010, había 759 personas residiendo en el municipio de Burnhamville. La densidad de población era de 8,38 hab./km². De los 759 habitantes, el municipio de Burnhamville estaba compuesto por el 98,16 % blancos, el 0,4 % eran amerindios, el 0,13 % eran asiáticos, el 0,26 % eran de otras razas y el 1,05 % eran de una mezcla de razas. Del total de la población el 1,32 % eran hispanos o latinos de cualquier raza.